# Mariano de los Heros
Mariano Antonio Salvador de los Heros Battini (Ciudad Autónoma de Buenos Aires, 6 de marzo de 1966) es un abogado y funcionario argentino, que se desempeñó como director ejecutivo de la Administración Nacional de la Seguridad Social (ANSES) entre el 23 de febrero de 2024 y el 11 de febrero de 2025. Su nombramiento se produjo tras la renuncia de Osvaldo Giordano durante la presidencia de Javier Milei.

## Biografía
Es abogado por la Universidad Católica Argentina. Realizó un posgrado en dirección de empresas en la Universidad del CEMA y estudió para una maestría en Administración de la Seguridad Social en la Universidad de Alcalá, en España.
Fue gerente general, entre 1994 y 2002, de la Administradora de Fondos de Jubilaciones y Pensiones (AFJP), del Banco de la Nación Argentina. Entre 2000 y 2001, fue designado como gerente general de la Administración Nacional de la Seguridad Social (ANSES), durante la presidencia de Fernando de la Rúa. En 2005 fue designado por el gobernador de Tierra del Fuego, Antártida e Islas del Atlántico Sur, Mario Jorge Colazo, como viceministro de Economía, cargo que ocupó hasta enero de 2006. Entre 2006 y 2010 se desempeñó como director jurídico de la Superintendencia de Seguros de la Nación. Durante la presidencia de Mauricio Macri, ejerció el cargo de gerente de Delegaciones y de Articulación de los Integrantes del Sistema de Salud en la Superintendencia de Servicios de Salud. Hasta su designación en la ANSES, trabajaba en su estudio jurídico y era director independiente de Seguros Médicos S.A.

### Director de la ANSES (2024-2025)
Tras la renuncia del director ejecutivo de la ANSES, Osvaldo Giordano, el 9 de febrero de 2024, motivada por el conflicto mantenido por el presidente Javier Milei y los gobernadores, cuyos diputados habían votado contra la ley de Bases, fue designado como director el 23 de febrero.
En noviembre de 2024, en el marco de la confirmación por la Cámara de Casación Penal de la condena a Cristina Fernández de Kirchner por la causa Vialidad, firmó una resolución que quitó los beneficios de privilegio, por haber sido presidenta, que ella poseía. Días después, firmó otra resolución que le quitó los beneficios de privilegio al exvicepresidente, Amado Boudou, quien ya había sido condenado por corrupción.
Fue desplazado del cargo, por decreto de Javier Milei el 11 de febrero de 2025, cuando De los Heros anunció que tenía en mente promover una reforma previsional. El mismo Milei, en declaraciones periodísticas, lo desmintió y pidió su renuncia inmediata, acusándolo de llevar una «agenda paralela» con el gobierno y señalando que era un «funcionario de segunda línea» para imponerle a su gestión temas que dijo que no encontraban en su agenda.